# 白髮症
白髮症、灰髮症（英文：Poliosis）、有限白髮症（英文：poliosis circumscripta）、白額髮（英文：white forelock）、花白是指頭毛、眉毛、睫毛或任何其他多毛區域的黑色素減少或消失。
這種情況會導致頭髮出現單個或多個白色斑塊。與簡單的胎記相似。
白髮症受影響的毛囊通常不存在或很少黑色素。受影響的毛囊通常不影響正常皮膚的黑素細胞。

## 相關
- 白癜风
- 色素脫失
- 白色变型
  - 《月亮的小孩》：台灣以白化症為主題的紀錄片
- 菲茨帕特里克度量
- 面色蒼白